# Bernard Bugdoł
Bernard Bugdoł (ur. 15 maja 1922 w Chropaczowie, zm. 29 sierpnia 2008 w Bytomiu) – polski górnik, poseł na Sejm PRL I kadencji.

## Życiorys
Urodził się w śląskiej górniczej rodzinie jako syn Jana. W 1939 rozpoczął pracę w kopalni „Śląsk” w Chropaczowie jako ładowacz.
Pod koniec wojny został wcielony do Wehrmachtu. Pod Arnhem zbiegł do armii amerykańskiej, skąd dostał się do wojska polskiego i przebywał w Wielkiej Brytanii.
Do kraju powrócił na początku 1946 i podjął pracę w kopalni „Śląsk”. W okresie PRL przodownik pracy, według ówczesnej socjalistycznej propagandy osiągał wyniki powyżej 500 procent normy. Pracował razem ze swoim bratem Rudolfem, również przodownikiem pracy. Słynny wynik 552% osiągnęli bracia Bugdołowie w listopadzie 1947 – Bernard jako rębacz, a Rudolf w charakterze ładowacza. Został przeniesiony do ZG GZZG, gdzie został kierownikiem Wydziału Współzawodnictwa Pracy. Z jego inicjatywy powstały brygady instruktorskie. W 1949 został mianowany dyrektorem kopalni „Zabrze Zachód” (najmłodszy dyrektor w Polsce Ludowej). W 1950 ukończył 5-miesięczny kurs w AGH, po ukończeniu którego otrzymał uprawnienia kierownika ruchu zakładu. W 1952 ukończył studia w Akademii Górniczo-Hutniczej w Krakowie i uzyskał dyplom inżyniera górnictwa. Od 1 lipca 1953 pełnił funkcję dyrektora KWK Wujek w Katowicach, a w latach 1955–1958 – kopalni „Karol” w Rudzie Śląskiej. W 1960 został mianowany dyrektorem kopalni „Łagiewniki” w Bytomiu. W grudniu 1969 podjął pracę jako inspektor BHP w Bytomskim Zjednoczeniu Przemysłu Węglowego. W 1978 po wypadku samochodowym przeszedł na emeryturę.
W latach 1949–1954 był prezesem klubu sportowego Górnik Zabrze. Członek PZPR, z jej ramienia poseł na Sejm PRL I kadencji. 28 listopada 1988 wszedł w skład Honorowego Komitetu Obchodów 40-lecia Kongresu Zjednoczeniowego PPR – PPS – powstania PZPR.
W 1974 Wojciech Wiszniewski zrealizował o nim film dokumentalny O człowieku, który wykonał 552% normy, który z dystansem odnosił się do tematu przodowników pracy i ich późniejszych losów.
Był mężem Magdaleny Bugdoł.

## Ordery i odznaczenia
- Order Sztandaru Pracy I klasy
- Order Sztandaru Pracy II klasy (4 grudnia 1952)[1]
- Krzyż Komandorski Orderu Odrodzenia Polski (1964)[6]
- Złoty Krzyż Zasługi (28 lutego 1948)[7]
- Medal 10-lecia Polski Ludowej (30 listopada 1954)[8]
- Medal za Długoletnie Pożycie Małżeńskie (5 października 1993)[5]

## Nagrody
- Nagroda Państwowa II stopnia (zespołowa) za wprowadzenie kombajnów typu „Donbass” w kopalni „Zabrze-Zachód”, zastosowane, propozycje racjonalizatorskie i osiągnięcia wysokiej wydajności (1952)[9]